# 超高性能兵器サイクロン
『超高性能兵器サイクロン』（ちょうこうせいのうへいきサイクロン、原題Cyclone）は、1986年製作、1987年2月公開のアメリカ合衆国の映画。日本公開は1987年9月。

## 概要
恋人の科学者を殺されたヒロインが、彼の遺した、F-16戦闘機と同等の馬力を持ちレーザーガンやミサイルを装備した戦闘バイク「サイクロン」を駆って巨悪に挑む様を描く。
日本では、他作品と同時上映で劇場公開された。また本作は、ワイヤーアクションを発明したハリウッドの名スタントマン、ダール・アレン・ロビンソンに捧げられている（彼は本作にも殺し屋のロルフ役で出演しているが、本作の公開前、映画『リーサル・ウェポン』撮影期間中にバイクでの転落事故で亡くなった）。

## スタッフ
- 監督、ストーリー：フレッド・オーレン・レイ
- 脚本：ポール・ガーソン
- 脚本補助：T・L・ランクフォード
- 製作
  - プロデューサー：ポール・ハーツバーグ
  - 副プロデューサー：ニール・ランデル
- 音楽
  - 作曲：デイヴィッド・A・ジャクソン、ジェイムズ・サード(一部)
  - 演奏：ホーンテッド・ガレージ、マイケル・ソニー
- 撮影：ポール・エリオット
- 編集：ロバート・A・フェレッティ
- アートディレクション：マクシン・シェパード
- コスチュームデザイン：ドロシー・エイモス
- メイクアップ
  - キー・ヘアスタイリスト、キー・メイクアップアーティスト：キャシー・ソーキー
  - アシスタント・メイクアップアーティスト：ニナ・クラフト
- プロダクションマネジメント
  - プロダクションスーパーヴァイザー：ビリー・ジョー・ブラウン
  - プロダクションマネージャー：ニール・ランデル
- 特殊効果(特殊効果コーディネーター)：ケヴィン・フランシス・“ブーマー”・マッカーシー
- 視覚効果(特殊効果アニメーション)：ブレット・ミクソン

(* 日本語字幕：林完治)

## キャスト
- テリー・マーシャル：ヘザー・トーマス
- リック・ダヴェンポート：ジェフリー・コムズ
- カーラ・ヘイスティングス：アシュリー・フェラーレ
- ロルフ：ダール・アレン・ロビンソン
- ハナー：ドーン・ワイルドスミス
- ウォーターズ捜査官：マルティーヌ・ベズウィック
- ノールズ捜査官：ロバート・クォーリー
- ボサリアン：マーティン・ランドー
- カター刑事：ブルース・フェアバーン
- ボブ・ジェンキンス：トロイ・ドナヒュー
- ロング・ジョン：ハンツ・ホール
- マッコーディー：マイケル・リーガン
- バレル：ティム・コンウェイ・ジュニア
- バイヤー：サム・ヒオナ
- ラヴァ・クラブのマネージャー：ジャック・デイヴィッドソン
- 食料品店の子供：ローレン・ハーツバーグ、ジョーダン・ハーツバーグ
- 不良1：ジョン・スチュワート
- 不良2：ポール・E・ショート
- 不良3：ボブ・ブラッグ
- 警官1：ビリー・ジョー・ブラウン
- 警官2：デイヴィッド・ジャクソン
- 警官3：トニー・ブルースター
- 警官4：ゲイリー・M・ベットマン
- 警官5：グラント・オースティン・ウォルドマン
- 医療補助員1：ポール・スチュアート
- 医療補助員2：ニール・ランデル
- フォトグラファー：ジェス・ロング
- ホーンテッド・ガレージ：マイケル・ソニー、トム・カッシュ、ジョー・ラミレス
- シャワーの女性：ミシェル・バウアー、パメラ・ギルバート(共にクレジットなし)
- (役名不明)：フレッド・オーレン・レイ
- (役名不明)：ラス・タンブリン(クレジットなし)

## 音楽
- 主題歌(エンディング)：“Are You Too Tough”(デイヴィッド・A・ジャクソン作曲)
- オリジナル・サウンドトラック盤……2008年8月12日現在、アメリカ・日本含め発売の形跡なし。

## 映像商品
- 日本では、1988年2月20日にVHSビデオソフトが発売された。発売元：ヘラルド・エンタープライズ(株)、販売元：東芝映像ソフト(株)、品番：VTS-F412V、定価14,800円、JANコード：T4988123224120。
- アメリカでは、2003年1月7日にDVDが発売されている。